# 札幌2歳ステークス
札幌2歳ステークス（さっぽろにさいステークス）は、日本中央競馬会（JRA）が札幌競馬場で施行する中央競馬の重賞競走（GIII）である。競馬番組表での名称は「農林水産省賞典 札幌2歳ステークス」（のうりんすいさんしょうしょうてん さっぽろにさいステークス）と表記している。
正賞は農林水産大臣賞、北海道知事賞、札幌馬主協会会長賞。

## 概要
1966年に、3歳（現2歳）馬による重賞競走として「北海道3歳ステークス（ほっかいどうさんさいステークス）」の名称で創設。1983年より「札幌3歳ステークス（さっぽろさんさいステークス）」に改称された後、2001年から現名称となった。
創設当時の札幌競馬場は芝コースがなく、1968年までは左回り砂1200m、1969年から1974年までは左回りダート1200mで施行され、1975年からは右回りダート1200mに変更された。その後、1989年になって札幌競馬場にも芝コースが新設されたが、同年は芝の育成・保護のため函館競馬場の芝1200mで施行、1990年から札幌競馬場の右回り芝1200mとなった。1997年には2歳馬重賞競走において早期から距離適性に合った競走を選択できるよう距離体系の整備が図られ、その一環として施行距離が芝1800mに変更され、現在に至る。2013年は札幌競馬場のスタンド改修工事のため函館競馬場の芝1800mで施行された。
外国産馬は1991年から、地方競馬所属馬は1995年からそれぞれ出走可能になったほか、2010年からは国際競走となり外国馬も出走可能になった。

### 競走条件
以下の内容は、2024年現在のもの。
出走資格：サラ系2歳
- JRA所属馬（外国産馬含む）
- 地方競馬所属馬（後述）
- 外国調教馬（優先出走）

負担重量：馬齢（55kg）
地方競馬所属馬は函館2歳ステークス・コスモス賞・クローバー賞で2着以内の成績を収めた馬に、優先出走権が与えられる。また、本競走で1着となった地方競馬所属馬は阪神ジュベナイルフィリーズ・朝日杯フューチュリティステークス・ホープフルステークスのいずれかに出走資格が与えられる。
外国馬・地方競馬所属馬が出走申込を行った場合は、出走申込頭数が4頭以下でも競走の取りやめを行わないことが競馬番組一般事項で規定されている。

### 賞金
2024年の1着賞金は3100万円で、以下2着1200万円、3着780万円、4着470万円、5着310万円。

## 歴史
- 1966年 - 3歳馬による重賞競走として「農林省賞典 北海道3歳ステークス」の名称で創設、札幌競馬場の砂（現在のダートとはやや異なる）1200mで施行[3]。
- 1978年 - 名称を「農林水産省賞典 北海道3歳ステークス」に変更[3]。
- 1983年 - 名称を「農林水産省賞典 札幌3歳ステークス」に変更[3]。
- 1984年 - グレード制施行によりGIII[注 1]に格付け。
- 1995年 - 特別指定交流競走に指定され、ラベンダー賞（オープン特別競走）2着以内の地方所属馬に限り出走可能となる[3]。
- 1997年 - 地方所属馬の出走可能条件を函館2歳ステークス・クローバー賞（オープン特別競走）・コスモス賞（オープン特別競走）の2着以内に変更[7]。
- 2001年
  - 馬齢表示の国際基準への変更に伴い、出走条件を「2歳」に変更。
  - 名称を「農林水産省賞典 札幌2歳ステークス」に変更[7]。
- 2007年 - 日本のパートI国昇格に伴い、格付表記をJpnIIIに変更[8]。
- 2010年
  - 国際競走に指定され、外国調教馬が7頭まで出走可能となる[9]。
  - 格付表記をGIII（国際格付）に変更[9]。
- 2012年 - サマージョッキーズシリーズの対象競走に指定（2013年まで）[10][11]。
- 2013年 - 未出走馬・未勝利馬の出走が可能になる[10][11]。
- 2020年 - 新型コロナウイルスの感染拡大防止のため、「無観客競馬」として実施[12]。

### 歴代優勝馬
優勝馬の馬齢は2000年以前も現表記を用いる。
コース種別を記載していない距離は、芝コースを表す。1974年までは左回り、1975年以降は右回り。
競走名は第1回から第17回まで「北海道3歳ステークス」、第18回から第35回まで「札幌3歳ステークス」。
| 回数   | 施行日        | 競馬場 | 距離        | 優勝馬             | 性齢 | 所属   | タイム | 優勝騎手   | 管理調教師 | 馬主                                 |
| ------ | ------------- | ------ | ----------- | ------------------ | ---- | ------ | ------ | ---------- | ---------- | ------------------------------------ |
| 第1回  | 1966年8月28日 | 札幌   | 砂1200m     | リユウズキ         | 牡2  | JRA    | 1:11.0 | 油木宣夫   | 矢倉玉男   | 福井章哉                             |
| 第2回  | 1967年9月17日 | 札幌   | 砂1200m     | キタノダイオー     | 牡2  | JRA    | 1:11.7 | 郷原洋行   | 久保田金造 | 田中清司                             |
| 第3回  | 1968年9月15日 | 札幌   | 砂1200m     | ブルボン           | 牡2  | JRA    | 1:10.4 | 松本善登   | 武田文吾   | 望月惇吉                             |
| 第4回  | 1969年9月21日 | 札幌   | ダート1200m | ハイプリンス       | 牡2  | JRA    | 1:13.0 | 坂田正行   | 佐藤勇     | 吉嶺一徳                             |
| 第5回  | 1970年8月16日 | 札幌   | ダート1200m | ロングワン         | 牡2  | JRA    | 1:13.0 | 田口光雄   | 松田由太郎 | 中井長一                             |
| 第6回  | 1971年9月26日 | 札幌   | ダート1200m | トモエオー         | 牡2  | JRA    | 1:11.9 | 郷原洋行   | 大久保房松 | 瀬川祐二                             |
| 第7回  | 1972年8月27日 | 札幌   | ダート1200m | ユウシオ           | 牡2  | JRA    | 1:13.3 | 増田久     | 菊池一雄   | 碓氷勝三郎                           |
| 第8回  | 1973年8月19日 | 札幌   | ダート1200m | カーネルシンボリ   | 牡2  | JRA    | 1:13.0 | 西野桂     | 野平省三   | 和田共弘                             |
| 第9回  | 1974年8月4日  | 札幌   | ダート1200m | プロスパラス       | 牝2  | JRA    | 1:12.6 | 田村正光   | 梶与四松   | 伊達秀和                             |
| 第10回 | 1975年8月3日  | 札幌   | ダート1200m | カミイチ           | 牡2  | JRA    | 1:12.8 | 南井克巳   | 工藤嘉見   | 野上政次                             |
| 第11回 | 1976年8月8日  | 札幌   | ダート1200m | ヒシスピード       | 牡2  | JRA    | 1:11.8 | 小島太     | 高木嘉夫   | 阿部雅信                             |
| 第12回 | 1977年8月7日  | 札幌   | ダート1200m | ラブリトウショウ   | 牝2  | JRA    | 1:12.5 | 小谷内秀夫 | 戸山為夫   | トウショウ産業（株）                 |
| 第13回 | 1978年9月17日 | 札幌   | ダート1200m | テルノエイト       | 牡2  | JRA    | 1:13.1 | 福永洋一   | 清水久雄   | 中村照彦                             |
| 第14回 | 1979年7月29日 | 札幌   | ダート1200m | カツルーキーオー   | 牡2  | JRA    | 1:13.1 | 大塚栄三郎 | 菊池一雄   | 勝本正男                             |
| 第15回 | 1980年7月27日 | 札幌   | ダート1200m | ビッグディザイアー | 牡2  | JRA    | 1:12.7 | 郷原洋行   | 大久保房松 | 栗林英雄                             |
| 第16回 | 1981年7月26日 | 札幌   | ダート1200m | コウチオウショウ   | 牡2  | JRA    | 1:14.8 | 津留千彰   | 古賀一隆   | 細谷武男                             |
| 第17回 | 1982年8月1日  | 札幌   | ダート1200m | マックスファイアー | 牡2  | JRA    | 1:14.5 | 田島良保   | 伊藤雄二   | 田所祐                               |
| 第18回 | 1983年7月31日 | 札幌   | ダート1200m | シーブラック       | 牡2  | JRA    | 1:13.5 | 東信二     | 久恒久夫   | 小畑安雄                             |
| 第19回 | 1984年7月29日 | 札幌   | ダート1200m | ウエスタンファイブ | 牝2  | JRA    | 1:13.8 | 東信二     | 境勝太郎   | （株）西川                           |
| 第20回 | 1985年7月28日 | 札幌   | ダート1200m | カリスタカイザー   | 牡2  | JRA    | 1:12.9 | 柴田政人   | 高松邦男   | 原田亨                               |
| 第21回 | 1986年7月27日 | 札幌   | ダート1200m | ガルダンサー       | 牡2  | JRA    | 1:12.8 | 木藤隆行   | 久恒久夫   | 小畑安雄                             |
| 第22回 | 1987年8月2日  | 札幌   | ダート1200m | ミヨノスピード     | 牡2  | JRA    | 1:12.7 | 郷原洋行   | 田中朋次郎 | （有）関根商事                       |
| 第23回 | 1988年7月31日 | 札幌   | ダート1200m | ミヨノゴールド     | 牡2  | JRA    | 1:14.0 | 郷原洋行   | 田中朋次郎 | （有）関根商事                       |
| 第24回 | 1989年7月30日 | 函館   | 1200m       | インターボイジャー | 牡2  | JRA    | 1:10.4 | 河内洋     | 松永善晴   | 松岡正雄                             |
| 第25回 | 1990年7月29日 | 札幌   | 1200m       | スカーレットブーケ | 牝2  | JRA    | 1:11.5 | 的場均     | 伊藤雄二   | 吉田勝己                             |
| 第26回 | 1991年7月28日 | 札幌   | 1200m       | ニシノフラワー     | 牝2  | JRA    | 1:10.5 | 佐藤正雄   | 松田正弘   | 西山正行                             |
| 第27回 | 1992年8月2日  | 札幌   | 1200m       | テイエムハリケーン | 牡2  | JRA    | 1:11.4 | 安田康彦   | 布施正     | 竹園正繼                             |
| 第28回 | 1993年8月1日  | 札幌   | 1200m       | メローフルーツ     | 牝2  | JRA    | 1:11.0 | 岡部幸雄   | 伊藤雄二   | 吉田勝己                             |
| 第29回 | 1994年7月31日 | 札幌   | 1200m       | プライムステージ   | 牝2  | JRA    | 1:10.2 | 岡部幸雄   | 伊藤雄二   | 横山秀男                             |
| 第30回 | 1995年7月30日 | 札幌   | 1200m       | ビワハイジ         | 牝2  | JRA    | 1:12.0 | 武豊       | 浜田光正   | （有）ビワ                           |
| 第31回 | 1996年7月28日 | 札幌   | 1200m       | セイリューオー     | 牡2  | JRA    | 1:10.7 | 横山賀一   | 河野通文   | （株）クレアール                     |
| 第32回 | 1997年9月20日 | 札幌   | 1800m       | アイアムザプリンス | 牡2  | JRA    | 1:50.9 | 的場均     | 杉浦宏昭   | 堀紘一                               |
| 第33回 | 1998年9月26日 | 札幌   | 1800m       | マイネルプラチナム | 牡2  | JRA    | 1:50.3 | 鹿戸雄一   | 矢野進     | （株）サラブレッドクラブ・ラフィアン |
| 第34回 | 1999年9月25日 | 札幌   | 1800m       | マイネルコンドル   | 牡2  | JRA    | 1:54.4 | 伊藤直人   | 相沢郁     | （株）サラブレッドクラブ・ラフィアン |
| 第35回 | 2000年9月23日 | 札幌   | 1800m       | ジャングルポケット | 牡2  | JRA    | 1:49.6 | 千田輝彦   | 渡辺栄     | 齊藤四方司                           |
| 第36回 | 2001年9月22日 | 札幌   | 1800m       | ヤマノブリザード   | 牡2  | 北海道 | 1:50.9 | 川島洋人   | 鈴木英二   | 山泉恵宥                             |
| 第37回 | 2002年9月28日 | 札幌   | 1800m       | サクラプレジデント | 牡2  | JRA    | 1:51.7 | 田中勝春   | 小島太     | （株）さくらコマース                 |
| 第38回 | 2003年10月4日 | 札幌   | 1800m       | モエレエスポワール | 牡2  | 北海道 | 1:54.1 | 千葉津代士 | 堂山芳則   | 中村和夫                             |
| 第39回 | 2004年10月2日 | 札幌   | 1800m       | ストーミーカフェ   | 牡2  | JRA    | 1:49.9 | 四位洋文   | 小島太     | 西川恭子                             |
| 第40回 | 2005年10月1日 | 札幌   | 1800m       | アドマイヤムーン   | 牡2  | JRA    | 1:50.4 | 本田優     | 松田博資   | 近藤利一                             |
| 第41回 | 2006年9月30日 | 札幌   | 1800m       | ナムラマース       | 牡2  | JRA    | 1:49.7 | 藤岡佑介   | 福島信晴   | 奈村信重                             |
| 第42回 | 2007年9月29日 | 札幌   | 1800m       | オリエンタルロック | 牡2  | JRA    | 1:51.9 | 武豊       | 田所秀孝   | 棚網るみ子                           |
| 第43回 | 2008年10月4日 | 札幌   | 1800m       | ロジユニヴァース   | 牡2  | JRA    | 1:49.1 | 横山典弘   | 萩原清     | 久米田正明                           |
| 第44回 | 2009年9月5日  | 札幌   | 1800m       | サンディエゴシチー | 牡2  | JRA    | 1:49.7 | 藤岡佑介   | 作田誠二   | （株）友駿ホースクラブ               |
| 第45回 | 2010年10月2日 | 札幌   | 1800m       | オールアズワン     | 牡2  | JRA    | 1:49.8 | 安藤勝己   | 領家政蔵   | 宮川純造                             |
| 第46回 | 2011年10月1日 | 札幌   | 1800m       | グランデッツァ     | 牡2  | JRA    | 1:50.8 | 秋山真一郎 | 平田修     | （有）社台レースホース               |
| 第47回 | 2012年9月1日  | 札幌   | 1800m       | コディーノ         | 牡2  | JRA    | 1:48.5 | 横山典弘   | 藤沢和雄   | （有）サンデーレーシング             |
| 第48回 | 2013年8月31日 | 函館   | 1800m       | レッドリヴェール   | 牝2  | JRA    | 1:59.7 | 岩田康誠   | 須貝尚介   | （株）東京ホースレーシング           |
| 第49回 | 2014年9月6日  | 札幌   | 1800m       | ブライトエンブレム | 牡2  | JRA    | 1:50.0 | 田辺裕信   | 小島茂之   | （有）シルク                         |
| 第50回 | 2015年9月5日  | 札幌   | 1800m       | アドマイヤエイカン | 牡2  | JRA    | 1:50.8 | 岩田康誠   | 須貝尚介   | 近藤利一                             |
| 第51回 | 2016年9月3日  | 札幌   | 1800m       | トラスト           | 牡2  | 川崎   | 1:49.9 | 柴田大知   | 河津裕昭   | 岡田繁幸                             |
| 第52回 | 2017年9月2日  | 札幌   | 1800m       | ロックディスタウン | 牝2  | JRA    | 1:51.4 | C.ルメール | 二ノ宮敬宇 | （有）サンデーレーシング             |
| 第53回 | 2018年9月1日  | 札幌   | 1800m       | ニシノデイジー     | 牡2  | JRA    | 1:50.1 | 勝浦正樹   | 高木登     | 西山茂行                             |
| 第54回 | 2019年8月31日 | 札幌   | 1800m       | ブラックホール     | 牡2  | JRA    | 1:50.4 | 石川裕紀人 | 相沢郁     | 芹澤精一                             |
| 第55回 | 2020年9月5日  | 札幌   | 1800m       | ソダシ             | 牝2  | JRA    | 1:48.2 | 吉田隼人   | 須貝尚介   | 金子真人ホールディングス（株）       |
| 第56回 | 2021年9月4日  | 札幌   | 1800m       | ジオグリフ         | 牡2  | JRA    | 1:49.1 | C.ルメール | 岩戸孝樹   | （有）サンデーレーシング             |
| 第57回 | 2022年9月3日  | 札幌   | 1800m       | ドゥーラ           | 牝2  | JRA    | 1:50.0 | 斎藤新     | 高橋康之   | サイプレスホールディングス（同）     |
| 第58回 | 2023年9月2日  | 札幌   | 1800m       | セットアップ       | 牡2  | JRA    | 1:50.5 | 横山武史   | 鹿戸雄一   | 嶋田賢                               |
| 第59回 | 2024年8月31日 | 札幌   | 1800m       | マジックサンズ     | 牡2  | JRA    | 1:50.3 | 佐々木大輔 | 須貝尚介   | （有）サンデーレーシング             |